# Лихтенштајн на Европском првенству у атлетици на отвореном 2012.
Лихтенштајн је учествовао на Европском првенству на отвореном 2012 одржаном у Хелсинкију, Финска, од 27. јуна до 1. јула. Репрезентацију Лихтенштајна представљао је један спортиста који се такмичио у две тркачке дисциплине, на 200 и 400 метара.
На овом првенству представник Лихтенштајна није освојио ниједну медаљу, нити је оборио неки рекорд.

## Учесници
Мушкарци:
- Фабијан Халднер — 200 м, 400 м

## Резултати

### Мушкарци
| Атлетичар       | Дисциплина | Лични рекорд | Квалификације | Квалификације | Полуфинале           | Полуфинале           | Финале               | Финале       | Детаљи |
| Атлетичар       | Дисциплина | Лични рекорд | Резултат      | Место         | Резултат             | Место                | Резултат             | Место        | Детаљи |
| --------------- | ---------- | ------------ | ------------- | ------------- | -------------------- | -------------------- | -------------------- | ------------ | ------ |
| Фабијан Халднер | 200 м      |              | 23,32         | 6 у гр. 2     | Није се квалификовао | Није се квалификовао | Није се квалификовао | 30 / 30 (34) | [ 2 ]  |
| Фабијан Халднер | 400 м      |              | 50,77         | 7 у гр. 5     | Није се квалификовао | Није се квалификовао | Није се квалификовао | 31 / 31 (37) | [ 3 ]  |